# Маша (фильм, 2004)
«Маша» — российский художественный фильм 2004 года. Режиссёр — Сергей Ткачёв.

## Сюжет
Девушка Маша сбегает из родной Москвы в Париж к своему отцу — русскому переводчику. Отец позволяет ей остаться у себя. Все возникшие психологические разногласия между «новоиспечёнными» родственниками помогает разрешить подруга отца.

## В ролях
- Мария Шалаева — Маша
- Дмитрий Шевченко — Дима
- Наталия Ткачёва — Наташа

## Критика
Картина, возможно, не столь громкая, но серьёзная и тонкая. Здесь есть настроение, игра полутонов, режиссёрская индивидуальность.— кинокритик Александр Колбовский

И, несмотря на то, что режиссер Сергей Ткачев местом действия выбрал Париж, развязка все равно получилась чисто русской. — Коммерсантъ-Weekend, 19 мая 2006
По словам кинокритика Сергея Кудрявцева «Настоящая удача картины» — сполнительница главной роли Маши актриса Мария Шалаева, что отмечалось и другими критиками:

Фильм не просто имени Марий Шалаевой — для неё и под неё писался сценарий. Режиссера Ткачева можно понять: в Машиных глазах тонешь. Нужны были бы сравнения с Голливудом, сказали бы — ранняя Вайнона Райдер. Не внешне похожа, а по сути.— русский выпуск журнала «Harper’s Bazaar», июнь 2004

## Фестивали
- 2004 — XXVI Московский международный кинофестиваль — участие в конкурсе «Программа российского кино»
- 2004 — Кинофестиваль «Амурская осень»
- 2004 — Международный кинофестиваль «Молодость» в Киеве